# Komenda/Edina/Eguafo/Abirem
Komenda/Edina/Eguafo/Abirem är ett distrikt i Ghana.   Det ligger i regionen Centralregionen, i den södra delen av landet, 140 km väster om huvudstaden Accra. Antalet invånare är 118 495. Arean är 396 kvadratkilometer.
Terrängen i Komenda/Edina/Eguafo/Abirem är platt.